# USS Mississinewa (AO-59)
USS Mississinewa (AO-59), «Миссисине́ва» — флотский танкер ВМС США времён Второй Мировой войны. Вошёл в строй в мае 1944 года. 20 ноября того же года потоплен в лагуне атолла Улити японскими торпедами «Кайтэн», управляемыми смертниками. Стал первым и одновременно самым крупным судном, потопленным «Кайтэнами».

## Постройка и оснащение
Танкер, принадлежавший к типу «Симаррон» (всего построено 35 единиц этого типа) был построен на верфи «Бетлехем Спарроуз-Пойнт» в Спарроуз-Пойнт (штат Мэриленд). Заложен 5 октября 1943 года, спущен на воду 28 марта 1944 года и вошёл в строй 18 мая 1944 года. Водоизмещение пустого танкера составляло 7236 т, в полном грузу — 25440 т. «Миссисинева» мог брать свыше 18 тыс. т топлива.
Танкер получил достаточно мощное для корабля такого класса артиллерийское вооружение: по одним данным одно, по другим — четыре универсальных 127-мм орудия, четыре универсальных 76-мм, четыре спаренных 40-мм и столько же спаренных 20-мм зенитных установок. В командование кораблём вступил кэптен Ф. Дж. Бик.

## Служба до гибели
После ввода в строй «Миссисинева» прошёл испытания в Чесапикском заливе, а затем был направлен к о. Аруба в Карибском море. Там танкер принял груз топлива и ушёл на Тихоокеанский театр, прибыв в Пёрл-Харбор 10 июля. Затем в составе флотского соединения корабль был направлен к атоллу Эниветок, где произвёл заправку ряда кораблей Третьего флота.
25 августа корабль перешёл к о. Манус, где с него принимали топливо корабли Оперативных авианосных соединений 31, 32 и 38, наносивших удары палубной авиацией по японским силам у Филиппин, Тайваня и о-вов Рюкю. «Миссисинева» также доставил другие грузы и почту кораблям этих соединений. 30 сентября танкер вновь пришёл на Манус, принял новый груз нефтепродуктов и вернулся к 38-му соединению. 19 октября, передав всё имевшееся топливо кораблям, предназначенным к участию в высадке на о. Лейте, «Миссисинева» был направлен в базу на атолле Улити. Танкер, базируясь на Улити, совершил в начале ноября ещё один выход для заправки кораблей и вернулся к атоллу 15 ноября. 16 ноября «Миссисинева», находясь в базе, принял груз топлива, заполнив танки практически полностью. Всего танкер взял около 14 тыс. т топочного мазута, 1600 т авиационного бензина и 1400 т дизельного топлива. После этого корабль остался на стоянке.

## Потопление

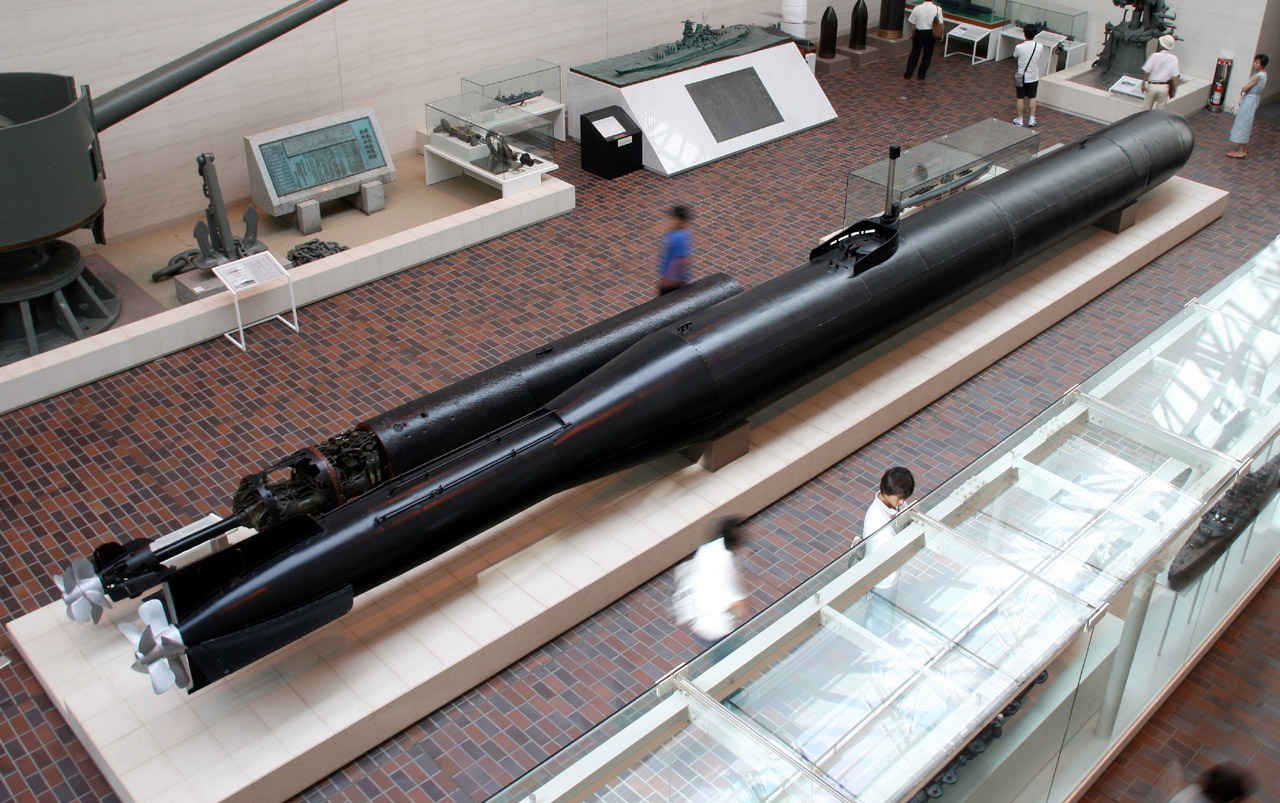
«Кайтэн». Музей Юсюкан, Токио.

### Атака японцев
Ещё 19 ноября две японских подводных лодки, входивших в боевую группу «Кикусуй», — I-36 и I-47, оборудованные для несения четырёх «Кайтэнов» каждая, вышли в район Улити. Рано утром 20 ноября командир I-47 капитан-лейтенант Дзэндзи Орита с расстояния в 4,5 мили в перископ определил, что в гавани находились до 200 кораблей и судов. В 03:00 обе лодки всплыли и произвели атаку. I-36 смогла выпустить только один «Кайтэн», два других по причине технических неполадок не смогли отделиться от лодки, а в кабине третьего обнаружилась течь. I-47 выпустила все четыре человеко-торпеды между 03:28 и 03:42. Один из «Кайтэнов» вёл участник разработки этого оружия лейтенант Секио Нисино. Считается, что именно его «Кайтэн» атаковал «Миссисиневу». Пронаблюдав в перископ результат атаки — взрыв и сильный пожар с огромным столбом дыма — командир I-47 приказал отходить. Лодка ушла от Улити в надводном положении полным ходом. I-36 также отошла.
Японские офицеры, вероятно поражённые масштабом пожара, посчитали, что им удалось уничтожить несколько боевых кораблей. Специальное собрание, посвящённое оценке применения «Кайтэнов» у Улити, проведённое 2 декабря на борту флагманского корабля Шестого флота Императорских ВМС «Цукуси-Мару», пришло к совершенно ложному выводу, что при атаке были потоплены три американских авианосца и два линкора. Столь завышенная оценка привела японское командование к чрезмерно оптимистичным взглядам на боевые возможности «Кайтэнов». Это, в свою очередь, подтолкнуло Токио к резкому наращиванию производства данного типа оружия, результат деятельности которых на деле оказался весьма незначительным.

### Гибель танкера

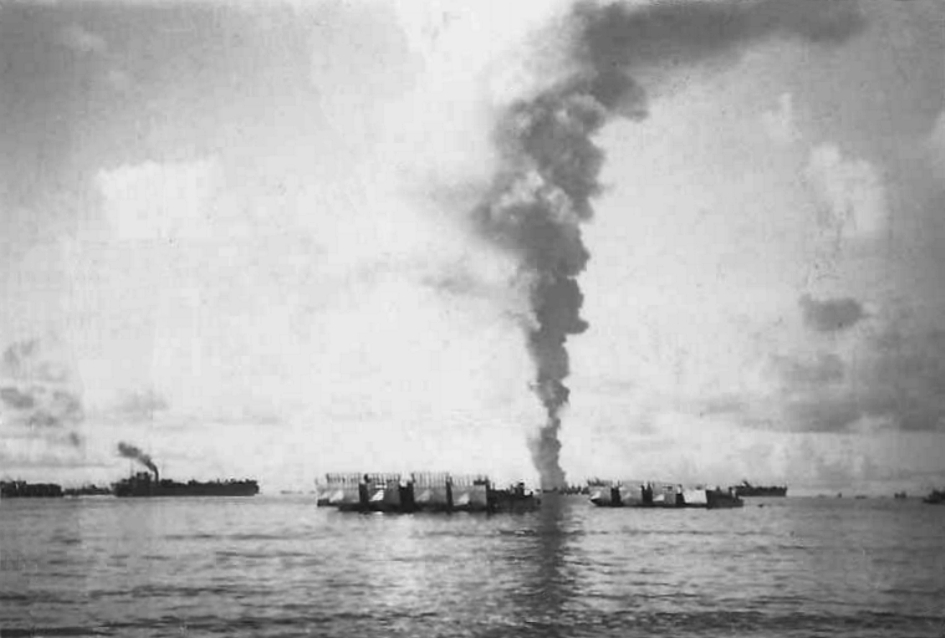
Пожар на «Миссисиневе»

20 ноября в 05:47, в носовой части «Миссисиневы» с правого борта произошёл сильный взрыв. Был разрушен носовой танк, где в тот момент содержался бензин. На танкере начался сильнейший пожар; начало гореть и топливо, разлившееся по воде. Вслед за этим загорелся мазут. Распространение огня от носа в корму значительно усиливалось из-за ветра, языки огня поднимались на высоту до 30 м. Через несколько минут после первого взрыва произошёл второй, ещё более мощный — сдетонировали кормовые погреба боезапаса, до которых добралось пламя. Экипаж начал покидать корабль, который был явно обречён. Многим морякам пришлось вплавь спасаться среди горевшего на воде топлива, отчего люди получали ожоги.
Первым из кораблей, находившихся поблизости, на помощь пришёл буксир «Манси́» (USS Munsee (ATF-107)). Когда он около 06:20 приблизился к «Миссисиневе», танкер был полностью охвачен пожаром, на нём рвались артиллерийские боеприпасы. «Манси» одно время был в крайне опасном положении, когда оказался полностью окружён горевшими нефтепродуктами, но благодаря тому, что другие буксиры смогли погасить огонь на воде, был спасён.
«Миссисинева» перевернулся и около 09:28 затонул. 63 члена его экипажа погибли. Существующие фотографии тонущего танкера сделаны С. Харрисом, одним из моряков «Манси». Существует также киносъёмка горящего корабля. Лишь после войны выяснилось, что танкер был потоплен в результате попадания «Кайтэн». На одном из островов атолла Улити установлена мемориальная доска в память о погибших моряках «Миссисиневы» с перечислением их имён.

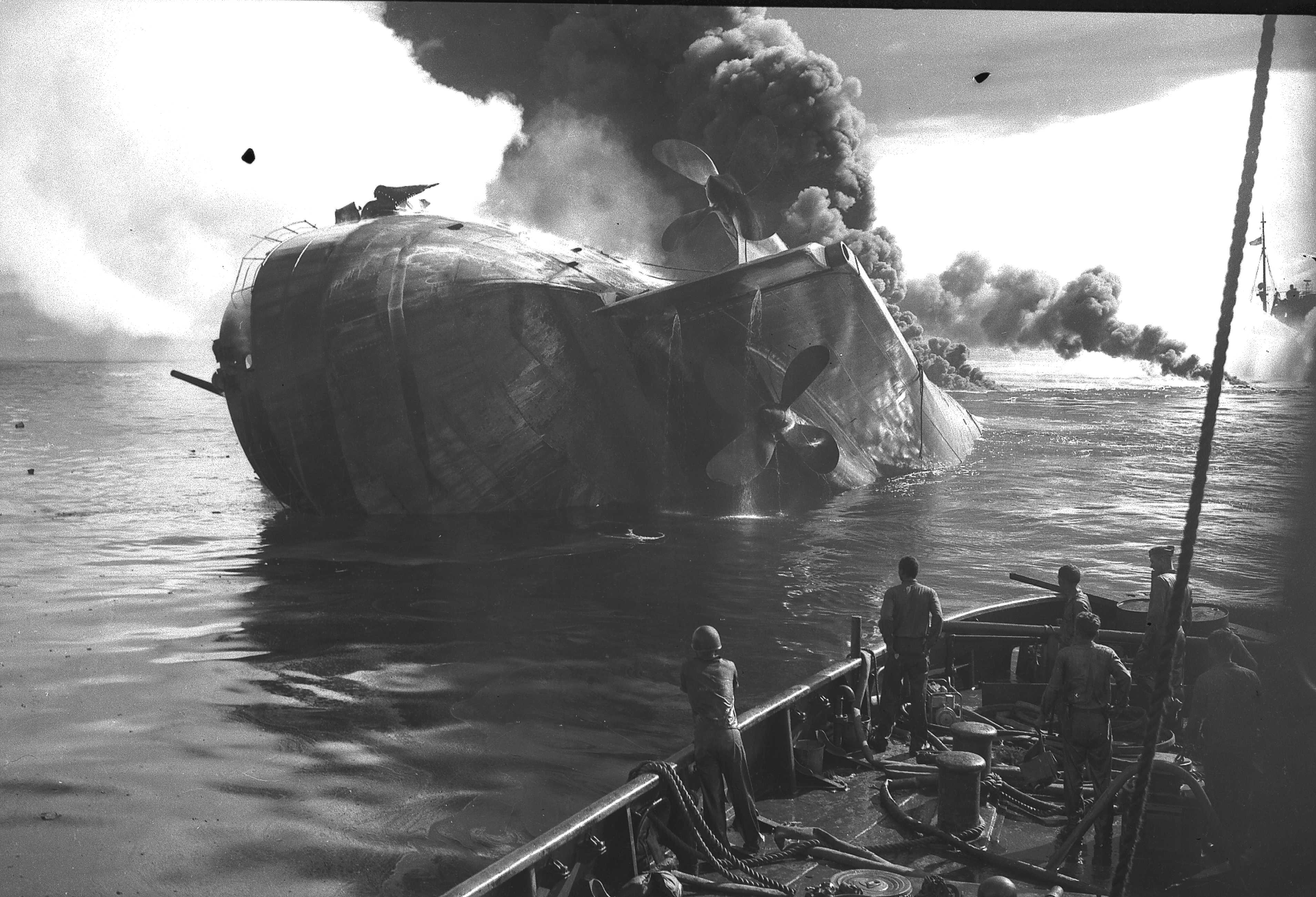
«Миссисинева», перевернувшийся и тонущий

## Обследования затонувшего танкера
В апреле 2001 года ныряльщики-любители обнаружили затонувший танкер. Было установлено, что «Миссисинева» лежит в точке с примерными координатами 09°58′ с. ш. 139°39′ в. д. на 40-метровой глубине, причём носовая часть корабля, длиной 27,5 м, находится отдельно. Разлом корпуса произошёл как раз в месте взрыва «Кайтэна», в районе топливного танка №4.
В августе того же года появились сообщения об утечках нефтепродуктов из корпуса корабля, что могло представлять существенную опасность для экосистемы атолла. ВМС США были приняты меры по ликвидации протечек корпуса танкера; были, в частности, установлены заплаты на те места корпуса, где могли быть утечки. При этом удалось откачать из корпуса танкера некоторое количество топлива.
Новая серия погружений к «Миссисиневе» проведена 28 января — 18 февраля 2002 года с участием зафрахтованного в Сингапуре судна обеспечения водолазных работ. Водолазы детально обследовали танкер, взяли пробы нефтепродуктов из разных секций его корпуса. Ввиду продолжавшихся утечек решено откачать из корабля максимально возможное количество топлива. Это осуществлено 28 января — 1 марта 2003 года; удалось откачать, по оценкам, 99 % остававшихся на «Миссисиневе» нефтепродуктов — около 6,7 тыс. м³. Нефтепродукты переданы сингапурцам в качестве частичной оплаты фрахта судна и оборудования.

## Внешние ссылки
Киносъёмка горящего «Миссисиневы»  (англ.)